# Arthur John Priest
Arthur John Priest (31 de agosto de 1887-11 de febrero de 1937) fue un fogonero inglés notable por haber sobrevivido a cinco hundimientos, que incluyen el del RMS Titanic, el del HMHS Asturias, el del RMS Alcantara, el del HMHS Britannic y el del SS Donegal. Debido a estos incidentes, Priest fue apodado "el fogonero insumergible".

## Vida
Priest era uno de los doce hijos de Harry Priest, un peón y su esposa Elizabeth Garner. En 1915, se casó con Annie Martin, de soltera Hampton en Birkenhead y tuvieron tres hijos, Arthur John, George y Frederick Harry. La familia vivía en 17 Briton Street, Southampton.
Priest trabajaba como fogonero, en las profundidades de los barcos de vapor. Se lo consideraba parte de la pandilla negra (por estar constantemente ennegrecidos por el hollín), un grupo de 27 hombres, el cual constaba además de seis bomberos, dos guarnecedores, y el auxiliar de los fogoneros coloquialmente conocido como 'peggy' cuya tarea consistía en llevar alimento y refrescos al grupo. El trabajo era intenso y a menudo se realizaba desnudo de cintura para arriba, debido al calor sostenido e intenso de los hornos. Mientras trabajaba como fogonero, Priest sobrevivió a cinco hundimientos y una colisión, pues los barcos en los que viajó incluyeron el HMHS Asturias (1907), RMS Olympic (1911), RMS Titanic (1912), RMS Alcantara (1916), HMHS Britannic (1916) y SS Donegal (1917). Los accidentes y los hundimientos en esos tiempos eran relativamente comunes. Otros dos supervivientes del Titanic, Archie Jewell y Violet Jessop, también sobrevivieron luego al hundimiento del Britannic con Priest. En 1917 le fue otorgada la Cinta de la Marina Mercante por su servicio en la guerra.
Después de sobrevivir al hundimiento de cinco barcos en total y una colisión importante, Priest se retiró del mar y dejó su trabajo como fogonero a bordo. Vivió el resto de su vida en tierra, en Southampton, Inglaterra con su esposa Annie. Reclamó que "nadie deseaba navegar con él después de estos desastres."
Aparte sus historias de supervivencia, hay poca información sobre su vida personal. Según las fuentes, murió en 1937 "en su casa de Southampton a la edad de 49 años de neumonía, con su mujer Annie a su lado". Fue enterrado en el Hollybrook Cemetery en Southampton, Inglaterra. Le fue dado el apodo de  "el fogonero insumergible" debido a sus historias de supervivencia en alta mar.